# Scriba
Scriba es un pueblo ubicado en el condado de Oswego en el estado estadounidense de Nueva York. En el año 2000 tenía una población de 7,331 habitantes y una densidad poblacional de 70 personas por km².

## Geografía
Scriba se encuentra ubicado en las coordenadas 43°27′55″N 76°25′50″O / 43.46528, -76.43056.

## Demografía
Según la Oficina del Censo en 2000 los ingresos medios por hogar en la localidad eran de $39,550 y los ingresos medios por familia eran $44,304. Los hombres tenían unos ingresos medios de $35,974 frente a los $25,329 para las mujeres. La renta per cápita para la localidad era de $17,939. Alrededor del 14.8% de la población estaban por debajo del umbral de pobreza.